# Spoorlijn Beuvry - Béthune-Rivage
De Spoorlijn Beuvry - Béthune-Rivage was een Franse spoorlijn van Beuvry naar Béthune. De lijn was 2,6 km lang en heeft als lijnnummer 290 000.

## Geschiedenis
De lijn werd aangelegd door de Compagnie des chemins de fer de Lille à Béthune et à Bully-Grenay en geopend op 15 augustus 1868. Tot 10 mei 1874 was dit het eindpunt van de spoorlijn vanuit Fives, na het openen van het tracé tot station Béthune werd het personenvervoer op de lijn opgeheven. Goederenvervoer was er tot de tweede helft van de twintigste eeuw.

## Aansluitingen
In de volgende plaats was er een aansluiting op de volgende spoorlijnen:
Beuvry
RFN 289 000, spoorlijn tussen Fives en Abbeville
RFN 289 616, stamlijn Béthune 1
RFN 289 618, stamlijn Béthune 2